# Espace de Birnbaum-Orlicz
En analyse fonctionnelle, les espaces de Birnbaum-Orlicz sont des types d'espaces de fonctions qui généralisent les espaces Lp. Comme les espaces Lp, ce sont des espaces de Banach. Ces espaces portent les noms de Władysław Orlicz et Zygmunt William Birnbaum, qui sont les premiers à les avoir définis en 1931.
Comme pour les espaces Lp, tout un ensemble d'espaces de fonctions intervenant naturellement en analyse sont des espaces de Birnbaum–Orlicz. Un exemple de ces espaces est L log+ L, qui intervient dans l'étude des fonctions maximales de Hardy-Littlewood. C'est l'espace des fonctions mesurables {\displaystyle f} telles que
{\displaystyle \int _{\mathbb {R} ^{n}}|f(x)|\log ^{+}|f(x)|~\mathrm {d} x<\infty .}
Ici log+ est la partie positive du logarithme. Appartiennent aussi à la classe des espaces de Birnbaum–Orlicz beaucoup des plus importants espaces de Sobolev.

## Définition formelle
Supposons que μ soit une mesure σ-finie sur un ensemble X, et Φ : [0, ∞) → [0, ∞) soit une fonction convexe telle que
{\displaystyle {\frac {\Phi (x)}{x}}\to \infty ,\quad \mathrm {lorsque\ \ } x\to \infty ,}
{\displaystyle {\frac {\Phi (x)}{x}}\to 0,\quad \mathrm {lorsque\ \ } x\to 0.}
Soit {\displaystyle L_{\Phi }^{\dagger }} l'espace des fonctions mesurables {\displaystyle f:X\to \mathbb {R} } telles que l'intégrale
{\displaystyle \int _{X}\Phi (|f|)~\mathrm {d} \mu }
soit finie, où comme d'habitude on identifie les fonctions égales presque partout.
Cet ensemble peut ne pas être un espace vectoriel (il peut ne pas être fermé pour la multiplication par un scalaire). L'espace vectoriel de fonctions engendré par {\displaystyle L_{\Phi }^{\dagger }} est l'espace de Birnbaum–Orlicz noté {\displaystyle L_{\Phi }}.
Pour définir une norme sur LΦ, soit Ψ le complément de Young de Φ, c'est-à-dire :
{\displaystyle \Psi (x)=\int _{0}^{x}(\Phi ')^{-1}(t)~\mathrm {d} t.}
Notons que l'inégalité de Young est satisfaite:
{\displaystyle ab\leq \Phi (a)+\Psi (b).}
La norme est alors donnée par
{\displaystyle \|f\|_{\Phi }=\sup \left\{\|fg\|_{1}\mid \int \Psi \circ |g|~\mathrm {d} \mu \leq 1\right\}.}
De plus, l'espace {\displaystyle L_{\Phi }} est précisément l'espace des fonctions mesurables pour lesquelles cette norme est finie.
Une norme équivalente (Rao et Ren 1991, §3.3) est définie sur {\displaystyle L_{\Phi }} par
{\displaystyle \|f\|'_{\Phi }=\inf \left\{k\in (0,\infty )\mid \int _{X}\Phi (|f|/k)~\mathrm {d} \mu \leq 1\right\},}
et de même LΦ(μ) est l'espace de toutes les fonctions mesurables pour lesquelles cette norme est finie.

## Propriétés
- Les espaces d'Orlicz généralisent les espaces Lp dans le sens que si {\displaystyle \varphi (t)=|t|^{p}}, alors {\displaystyle \|u\|_{L^{\varphi }(X)}=\|u\|_{L^{p}(X)}}, ainsi {\displaystyle L^{\varphi }(X)=L^{p}(X)}.
- L'espace d'Orlicz {\displaystyle L^{\varphi }(X)} est un espace de Banach – un espace vectoriel normé complet.

## Relations avec les espaces de Sobolev
Certains espaces de Sobolev sont des espaces d'Orlicz : pour {\displaystyle X\subseteq \mathbb {R} ^{n}} ouvert et borné avec une frontière lipschitzienne {\displaystyle \partial X},
{\displaystyle W_{0}^{1,p}(X)\subseteq L^{\varphi }(X)}
pour
{\displaystyle \varphi (t):=\exp \left(|t|^{p/(p-1)}\right)-1.}
Voir le théorème de Trudinger (en) : pour {\displaystyle X\subseteq \mathbb {R} ^{n}} ouvert et borné avec une frontière Lipschitzienne {\displaystyle \partial X}, considérons l'espace {\displaystyle W_{0}^{k,p}(X)}, {\displaystyle kp=n}. Alors il existe des constantes {\displaystyle C_{1},C_{2}>0} telles que
{\displaystyle \int _{X}\exp \left(\left({\frac {|u(x)|}{C_{1}\|\mathrm {D} ^{k}u\|_{L^{p}(X)}}}\right)^{p/(p-1)}\right)\,\mathrm {d} x\leq C_{2}|X|.}